# Milena Strnadová
Milena Strnadová (geb. Matějkovičová; * 23. Mai 1961 in Ústí nad Labem) ist eine ehemalige tschechische Sprinterin und Mittelstreckenläuferin, die in den 1980er und Anfang der 1990er Jahre für die Tschechoslowakei startete.
Bei der 4-mal-400-Meter-Staffel der Europameisterschaften 1982 in Athen gewann sie mit der tschechoslowakischen Mannschaft Silber. Im Jahr darauf wurde sie bei den Weltmeisterschaften in Helsinki Siebte über 800 Meter und holte in der Staffel erneut Silber. 1984 siegte sie bei den Halleneuropameisterschaften in Göteborg über 800 Meter.
Ebenfalls über 800 Meter wurde sie bei den Europameisterschaften 1986 in Stuttgart Fünfte und kam bei den Weltmeisterschaften 1991 in Tokio ins Halbfinale.
Im Freien wurde sie 1989 über 1500 Meter tschechoslowakische Meisterin, in der Halle 1986 und 1991 über 800 Meter sowie 1992 über 400 Meter.

## Persönliche Bestzeiten
- 400 m: 51,88 s, 23. Juli 1983, Prag
  - Halle: 52,74 s, 1. Februar 1984, Sindelfingen
- 800 m: 1:57,28 min, 27. Juli 1983, Leipzig
  - Halle: 1:59,18 min, 26. Januar 1986, Prag
- 1000 m: 2:39,5 min, 15. Mai 1985
- 1500 m: 4:07,35 min, 18. August 1985, Moskau